# لرنز (آیووا)
لرنز (به انگلیسی: Laurens) شهری در ایالت آیووا کشور ایالات متحده آمریکا است که جمعیت آن در سرشماری سال ۲۰۱۰ میلادی، ۱٬۲۵۸ نفر بوده‌است.